# Sebastes dallii
Sebastes dallii är en fiskart som först beskrevs av Carl H. Eigenmann och Charles H. Beeson, 1894.  Sebastes dallii ingår i släktet Sebastes och familjen kungsfiskar. Inga underarter finns listade i Catalogue of Life.